# Саркисян, Карниг
Карниг (Гарник) Саркисян (арм. Գառնիկ Սարգսյան; з.-арм. Գառնիկ Սարգիսեան; англ. Karnig Sarkissian; род. 1953, Алеппо) — армяно-американский певец, известен своими национально-патриотическими песнями в армянской диаспоре.

## Биография
Родился в Алеппо, Сирия, переехал в США. В 1982 году был осуждён за участие в заговоре по взрыву турецкого консульства в Филадельфии. Согласно судебному решению, когда Карниг Саркисян проживал в городе Анахайм штата Калифорния его соратниками были Виген Вазгенович Ягубян (Глендейл), Виген Аршавирович Саркисян (Санта Моника), Тигран Саркисович Берберян (Глендейл) и Стивен Джонни Дадаян (Кенога Парк, Калифорния). Их обвиняли в членстве в ДжСАГ.
Тюремное заключение Карнига Сарксияна длилось недолго. После освобождения из тюрьмы Карниг Саркисян возобновил свою музыкальную деятельность и стал известным певцом в армянской диаспоре.

## Дискография

### Студийные альбомы
- 1977 — Моей матери (арм. Անձրև է գալիս)
- 1977 — АРФ (арм. Հ․Յ․Դ․)
- 1985 — Армянские воины (арм. Հայոց մարտիկներ)
- 1989 — «Lisbon Five»
- 1993 — К падшему от идеи (арм. Գաղափարի ընկածներին)
- 1995 — Греховная Федерация (арм. Մեղավոր Դաշնակցություն)
- 1996 — Сделайте жест в Армении (арм. Զգույց գործիր Հայաստանում)
- 1997 — Вставайте люди! (арм. Վեր կաց ժողովուրդ)
- 1999 — Революционный (арм. Հեղափոխական)
- 1999 — 24 апреля (арм. Ապրիլ 24)
- 1999 — Вооруженная борьба (арм. Զինեալ Պայքար)
- 2009 — Мемуары (арм. Հուշեր)

### Живые концерты
- 1988 — «Live In Los Angeles»
- 1995 — «Live In Concert»

### Сборники альбомов
- 2014 — Мой путь революционной музыки (арм. Յեղափոխաշունչ Երգարուեստի Ճանապարհս)